# Davor Domazet-Lošo
Davor Domazet-Lošo, hrvaški admiral, vojaški teoretik, obveščevalec in politik, * 1. maj 1948, Sinj.
Domazet-Lošo je bil načelnik Generalštaba Oboroženih sil Republike Hrvaške med letoma 1998 in 2000.

## Življenjepis
Po karieri v Jugoslovanski vojni mornarici je leta 1991 prestopil v nastajajočo Hrvaško vojsko s činom kapitana fregate. Vključen je bil v načrtovanje vojnih operacij in bil zadolžen za organiziranje vojaške obveščevalne službe. Med svojo vojaško kariero je bil: načelnik Urada za strateška vprašanja (1991), načelnik Obveščevalne uprave Generalštaba Oboroženih sil Republike Hrvaške (1992), namestnik načelnika generalštaba in načelnik Generalštaba Oboroženih sil Republike Hrvaške (1998–2000). Leta 2000 ga je predsednik Hrvaške Stjepan Mesić zamenjal zaradi sodelovanja v trivilizacije in kriminilizacije hrvaške osamosvojitvene vojne.
Potem se je ukvarjal v vojaško-analitičnim in novinarskim delom.

## Dela
- Hrvatska i veliko ratište, Zagreb, 2002.
- Gospodari kaosa, 2005.
- Klonovi nastupaju, 2007.
- Hrvatski Domovinski rat 1991.-1995. strateški pogled, 2011.

## Napredovanja
Jugoslovanska vojna mornarica
- kapitan fregate: ?

Hrvaška vojna mornarica
- kontraadmiral: 1994
- viceadmiral: 1998
- admiral: 2000